# Ja’akow Grundman
Ja’akow Grundman, Jakob Grundman (hebr. יעקב "יענקל'ה" גרונדמן, ang. Ya'akov Grundman, ur. 20 lipca 1939 w Proszowicach, zm. 24 maja 2004 w Tel Awiwie) – izraelski piłkarz występujący na pozycji pomocnika, reprezentant kraju, zawodnik klubu Bene Jehuda Tel Awiw, trener.

## Życiorys

### Wczesne życie
Ja’akow Grundman urodził się na przedmieściach Proszowic przed wybuchem II wojny światowej. Po kampanii wrześniowej rodzina Grundmana przez trzy lata ukrywała się u polskiego rolnika, z którym jeden z wujków Jakoba prowadził interesy.
Pod koniec II wojny światowej ojciec Grundmana wrócił do pracy w branży mąki – był właścicielem małej piekarni, i podzielił się zyskami z polskim rolnikiem zanim wyjechał do Izraela, dając mu swoją firmę i dwa domy. Po przybyciu do Izraela rodzina osiedliła się w dzielnicy Tel Awiwu – Hatikwie.

### Kariera piłkarska
Ja’akow Grundman całą swoją karierę piłkarską spędził w klubie Bene Jehuda Tel Awiw, gdzie najpierw grał w drużynach juniorskich, a w 1954 roku dołączył do drużyny seniorskiej, w której będąc jedynym Żydem aszkenazyjskim zyskał przydomek The Pole (Polak). W sezonie 1958/1959 uzyskał z klubem awans do ekstraklasy izraelskiej, a w sezonie 1967/1968 sięgnął po Puchar Izraela. Po sezonie 1968/1969 Grundman z powodu kontuzji w wieku zaledwie 29 lat zakończył karierę piłkarską.

### Kariera reprezentacyjna
Ja’akow Grundman w reprezentacji Izraela w latach 1961–1964 rozegrał 8 meczów. Zadebiutował w niej 15 października 1961 roku na stadionie Ramat Gan w meczu eliminacyjnym mistrzostw świata 1962 przeciwko reprezentacji Włoch, który zakończył się zwycięstwem gości 2:4, ostatni mecz rozegrał 2 stycznia 1964 roku na Government Stadium w Hongkongu wygranym 3:0 meczu towarzyskim z reprezentacją Hongkongu.

### Kariera trenerska
Ja’akow Grundman jeszcze w trakcie kariery piłkarskiej rozpoczął karierę trenerską. W latach 1964–1965 oraz 1966–1968 był grającym trenerem Bene Jehuda Tel Awiw, z którym w sezonie 1973/1974 zdobył Puchar Izraela oraz w latach 1970–1971 prowadził zespół nie będąc już piłkarzem. W latach 1973–1975 prowadził Hapoel Hajfa, z którym w sezonie 1967/1968 sięgnął po Puchar Izraela. Następnie w sezonie 1976/1977 był trenerem Maccabi Tel Awiw, z którym sięgnął po krajowy dublet: mistrzostwo oraz Puchar Izraela, a w latach 1979–1981 trenował Maccabi Netanja, z którym w sezonie 1979/1980 sięgnął po mistrzostwo Izraela. Potem prowadził zespoły: ponownie Maccabi Tel Awiw (1981–1982), po raz czwarty Bene Jehuda Tel Awiw (1983–1984) oraz w latach 1986–1988 Szimszon Tel Awiw, z którym dwukrotnie wygrał rozgrywki Toto Cup (1987, 1988).
W latach 1988–1992 wraz z Jicchakiem Szne’urem prowadził reprezentację Izraela, która pod ich wodzą w eliminacjach do mistrzostw świata 1990 była bardzo blisko awansu na turniej finałowy do Włoch, jednak przegrała dwumecz w barażu interkontynentalnym z faworyzowaną reprezentacją Kolumbii.
Potem Grundman w 1992 roku przez kilka miesięcy prowadził Hapoel Tel Awiw oraz dwukrotnie Bene Jehuda Tel Awiw (1995–1997, 1997–1998), po czym zakończył karierę trenerską.

### Reprezentacyjne
| Reprezentacja | Rok     | Mecze | Bramki |
| ------------- | ------- | ----- | ------ |
| Izrael        |         |       |        |
| 1961          | 4       | 0     |        |
| 1962          | 1       | 0     |        |
| 1963          | 2       | 0     |        |
| 1964          | 1       | 0     |        |
| Łącznie       | Łącznie | 8     | 0      |

| Mecze w reprezentacji | Mecze w reprezentacji | Mecze w reprezentacji | Mecze w reprezentacji | Mecze w reprezentacji | Mecze w reprezentacji         | Mecze w reprezentacji |
| Lp.                   | Data                  | Miasto                | Przeciwnik            | Wynik                 | Rozgrywki                     | Uwaga                 |
| --------------------- | --------------------- | --------------------- | --------------------- | --------------------- | ----------------------------- | --------------------- |
| 1.                    | 15.10.1961            | Ramat Gan             | Włochy                | 2:4                   | El. Mundialu 1962             |                       |
| 2.                    | 22.10.1961            | Ramat Gan             | Korea Południowa      | 1:1                   | Towarzyski                    | od 46'                |
| 3.                    | 09.11.1961            | Leeds                 | Anglia                | 1:7                   | Towarzyski                    | od 38'                |
| 4.                    | 14.12.1961            | Ramat Gan             | Jugosławia            | 0:2                   | Towarzyski                    | do 46'                |
| 5.                    | 03.10.1962            | Ramat Gan             | Etiopia               | 3:0                   | Towarzyski                    | od 76'                |
| 6.                    | 19.05.1963            | Ramat Gan             | Brazylia              | 0:5                   | Towarzyski                    |                       |
| 7.                    | 29.12.1963            | Sajgon                | Wietnam Południowy    | 1:0                   | El. Igrzysk Olimpijskich 1964 |                       |
| 8.                    | 02.01.1964            | Hongkong              | Hongkong              | 3:0                   | Towarzyski                    |                       |

## Sukcesy

### Zawodnicze
Bene Jehuda Tel Awiw
- Awans do ekstraklasy izraelskiej: 1959
- Puchar Izraela: 1968

### Trenerskie
Bene Jehuda Tel Awiw
- Puchar Izraela: 1968

Hapoel Hajfa
- Puchar Izraela: 1974

Maccabi Tel Awiw
- Mistrzostwo Izraela: 1977
- Puchar Izraela: 1977

Maccabi Netanja
- Mistrzostwo Izraela: 1980

Szimszon Tel Awiw
- Toto Cup: 1987, 1988

### Indywidualne
- Order zasługi FIFA: 2004

## Życie prywatne
Ja’akow Grundman miał żonę i córkę.

## Choroba i śmierć
Ja’akow Grundman zmarł 24 maja 2004 roku w szpitalu w Tel Awiwie w wieku 64 lat po długiej walce z rakiem. Na dzień przed śmiercią, prezes IFA – Itche Menahem wręczył mu Order Zasługi FIFA. Przed pogrzebem jego trumna została przyniesiona na stadion Ramat Gan, aby publiczność mogła oddać hołd. 27 maja 2004 roku przed rozpoczęciem meczu towarzyskiego pomiędzy reprezentacją Gruzji a reprezentacją Izraela (0:1) na stadionie im. Micheila Meschiego w Tbilisi uczczono pamięć Grundmana minutą ciszy.

## Upamiętnienie
- W mieście Ramat ha-Szaron miejscowy stadion został nazwany jego imieniem.
- Szlomo Abramowicz napisał biografię Grundmana pt. „Futbol - historia miłosna”[2].